# RNASE3
RNASE3 (англ. Ribonuclease A family member 3) – білок, який кодується однойменним геном, розташованим у людей на короткому плечі 14-ї хромосоми. Довжина поліпептидного ланцюга білка становить 160 амінокислот, а молекулярна маса — 18 385.
| 10         |  | 20         |  | 30         |  | 40         |  | 50         |
| ---------- |  | ---------- |  | ---------- |  | ---------- |  | ---------- |
| MVPKLFTSQI |  | CLLLLLGLMG |  | VEGSLHARPP |  | QFTRAQWFAI |  | QHISLNPPRC |
| TIAMRAINNY |  | RWRCKNQNTF |  | LRTTFANVVN |  | VCGNQSIRCP |  | HNRTLNNCHR |
| SRFRVPLLHC |  | DLINPGAQNI |  | SNCTYADRPG |  | RRFYVVACDN |  | RDPRDSPRYP |
| VVPVHLDTTI |  |            |  |            |  |            |  |            |

A: Аланін

C: Цистеїн

D: Аспарагінова кислота

E: Глутамінова кислота

F: Фенілаланін

G: Гліцин

H: Гістидин

I: Ізолейцин

K: Лізин

L: Лейцин

M: Метіонін

N: Аспарагін

P: Пролін

Q: Глутамін

R: Аргінін

S: Серин

T: Треонін

V: Валін

W: Триптофан

Кодований геном білок за функціями належить до гідролаз, антибіотиків, антимікробних білків, нуклеаз, ендонуклеаз. 
Секретований назовні.